# Język walijski

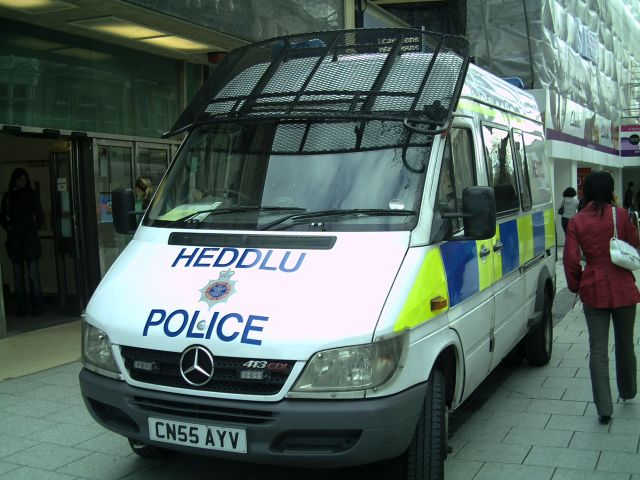
Dwujęzyczny napis na pojeździe policyjnym

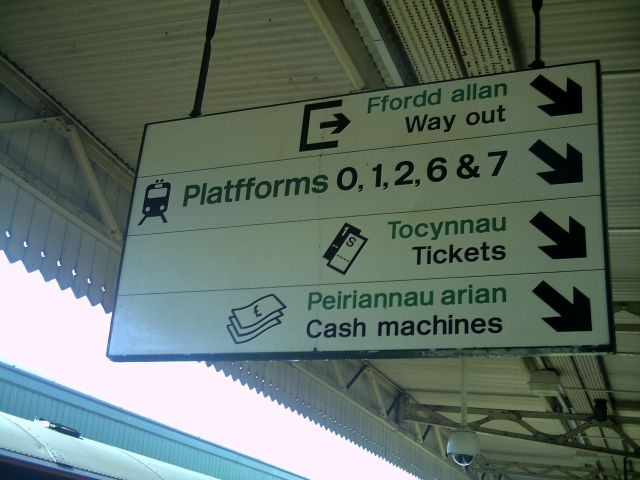
Dwujęzyczne napisy na dworcu Caerdydd Canolog

Język walijski (wal. Cymraeg) – język z grupy brytańskiej języków celtyckich, którym według cenzusu z 2011 roku mówi 18% obywateli Walii (562 tys. osób), a 14% społeczeństwa potrafi w nim czytać, pisać oraz mówić. Szacuje się, że od 100 do 150 tysięcy Walijczyków mieszkających w Anglii posługuje się językiem walijskim. Z kolei w argentyńskiej prowincji Chubut, gdzie żyje emigracja walijska, językiem tym posługuje się 5 tysięcy osób. W regionie tym ma on status języka urzędowego. Obecnie niewiele osób posługuje się wyłącznie językiem walijskim, niemal wszyscy walijskojęzyczni Walijczycy są dwujęzyczni. Można wyodrębnić cztery główne dialekty: wenedocjański, powyski, domecki i gwencki. Najstarsze zabytki literackie pochodzą z VI wieku. Walijski jest językiem p-celtyckim, podobnie jak inne języki brytańskie, a także język galijski.
Blisko spokrewnione z nim są języki: bretoński i kornijski.
Posiada 23 spółgłoski, przy czym występują dwa warianty płynnych l i r: dźwięczny i bezdźwięczny (zapisywane odpowiednio l, ll, r i rh). Samogłosek jest 12, dzielą się one na krótkie i długie. Występują również dyftongi. Osobliwością dla cudzoziemców jest to, że litera „w” służy do zapisu samogłoski „u”.
Na języku walijskim pisarz J.R.R. Tolkien oparł sindarin, język używany przez elfów z mitologii Śródziemia.
Rzeczowniki posiadają rodzaje (męski i żeński) i odmieniają się przez liczby. Brak odmiany przez przypadki. Współczesny walijski, podobnie jak angielski, jest językiem analitycznym o ograniczonym użyciu końcówek fleksyjnych, w przeciwieństwie do swojego celtyckiego przodka. Język walijski posiada dość skomplikowane reguły ortograficzne, które wynikają z jego fonologii i morfonologii, a w szczególności z alternacji w nagłosie po przyimkach, co utrudnia znalezienie określonego leksemu w słowniku.

## Historia

### Starowalijski
Najstarsze ślady języka identyfikowanego z walijskim sięgają VI stulecia, język ten nazywany jest wczesnowalijskim; zachowało się niewiele jego przykładów. Następny ważny okres to starowalijski (Hen Gymraeg, IX do XI stulecia), nieco lepiej poświadczony. Jego przykłady zachowały się w postaci poezji walijskiej i szkockiej.

### Średniowalijski
Średniowalijski to nazwa nadana formie języka walijskiego używanego pomiędzy XII a XIV stuleciem, której zachowanych przykładów istnieje znacznie więcej od poprzednich. Język ten był bliski jednemu z najstarszych manuskryptów Mabinogionu, chociaż samo dzieło musi być znacznie starsze. Jest w pewnym stopniu zrozumiały dla współczesnego Walijczyka.

### Współczesny walijski

#### Wczesny współczesny walijski
Współczesny język walijski można podzielić na dwa okresy. Pierwszy, wczesny współczesny walijski, trwał od początku XV do końca XVI stulecia i był używany przez Dafydd ap Gwilym.

#### Późny współczesny walijski
Późny współczesny walijski datuje się od publikacji przekładu Biblii, dokonanego przez biskupa Williama Morgana w roku 1588. Podobnie jak jego angielski odpowiednik, Biblia króla Jakuba, spowodował on ustabilizowanie się języka – i rzeczywiście współcześnie brzmi on prawie tak samo jak u Morgana, choć oczywiście zaszły pewne drobne zmiany.

#### XIX wiek
Język cieszył się wtedy wzrastającym znaczeniem wraz z publikacją pierwszych walijskich słowników. Praca leksykografów, takich jak pastor Daniel Silvan Evans, spowodowała udokumentowanie języka tak dokładnie jak to możliwe. Współczesne słowniki, jak Geiriadur Prifysgol Cymru (Słownik Uniwersytetu Walijskiego) kierują się właśnie tymi pierwszymi.
Wpływy języka angielskiego w czasie Rewolucji Przemysłowej od około 1800 roku doprowadziły do zmniejszenia się liczby mówiących walijskim. Przybysze z Anglii rzadko uczyli się walijskiego, a Walijczycy w relacjach z nimi z konieczności używali angielskiego. Status prawny walijskiego zmniejszył się w porównaniu z angielskim, który stopniowo zaczął dominować, z wyjątkiem terenów wiejskich, szczególnie w północno-zachodniej i środkowej Walii. Wyjątek stanowiły tradycjonalne kościoły, mocno przywiązane do języka walijskiego.

#### XX i XXI wiek
W XX stuleciu liczba użytkowników walijskiego zaczęła gwałtownie się kurczyć i twierdzono, że wygaśnie on w przeciągu kilku pokoleń. Spis powszechny zaczął zadawać pytania o język w 1891 roku, w tym czasie 54% ludności wciąż posługiwało się walijskim. Liczba ta malała z każdym kolejnym spisem, osiągając najniższy wynik w 1981 (19%), który utrzymał się w 1991, natomiast w roku 2001 wyniósł 21%. W spisie z roku 2001 odnotowano także, iż 20% osób potrafiło po walijsku czytać, 18% pisać, a 24% rozumieć mówiony walijski. Co więcej, największy ich odsetek był wśród młodych ludzi, co dobrze rokuje temu językowi. W roku 2001, 39% dzieci w wieku 10-15 lat potrafiło mówić, czytać i pisać po walijsku (wiele z nich poznało go w szkołach), odpowiednio 25% w wieku 16-19 lat. Jednakże, odsetek mówiących walijskim na obszarach, gdzie język ten jest głównym, wciąż maleje.
Wydaje się, że to wzrastający walijski nacjonalizm utrzymuje ten język przy życiu, a powstanie walijskiego radia i telewizji zachęciło do jego poznawania. Wprowadzenie Internetu dało okazje do posługiwania się walijskim w formie pisemnej. Prawdopodobnie najważniejsze okazało się wprowadzenie obowiązku nauczania walijskiego w szkołach dzieci do 16 lat, co spowodowało zwiększenie się popularności języka na obszarach walijskojęzycznych i podstawowej jego znajomości tam, gdzie dominuje angielski. Spadek liczby Walijczyków znających walijski został zahamowany, a nawet obserwuje się wzrost jego popularności. Obecnie walijski stał się językiem codziennym w wielu regionach Walii. Podlega też ochronie prawnej (The Welsh Language Act, 1993).
W celu rewitalizacji języka, walijski używany jest na niektórych urzędowych stronach internetowych.

## Ortografia
Język walijski zapisywany jest wersją alfabetu łacińskiego tradycyjnie zawierającą 29 liter, z których osiem jest dwuznakami traktowanymi jak jedna litera:
a, b, c, ch, d, dd, e, f, ff, g, ng, h, i, j, l, ll, m, n, o, p, ph, r, rh, s, t, th, u, w, y
Litera „j” jest powszechnie włączana do alfabetu pomiędzy „i” a „l”, ponieważ stosuje się ją w niektórych wyrazach zapożyczonych z angielskiego (np. nazwisko Jones). Litery „k”, „q”, „v”, „x” i „z” używane są w niektórych terminach technicznych, jak kilogram, volt, xeroser czy zero, lecz mogą zostać zastąpione (co często się robi) literami walijskimi: cilogram, folt, seroser i sero.
Najczęstszym znakiem diakrytycznym jest cyrkumfleks, używany do zaznaczenia długich samogłosek.